# Edith Boss
Edith Boss (Berna, 3 de enero de 1966) es una deportista Suiza que compitió en natación sincronizada. Ganó cinco medallas en el Campeonato Europeo de Natación entre los años 1981 y 1989.

## Palmarés internacional
| Campeonato Europeo | Campeonato Europeo    | Campeonato Europeo | Campeonato Europeo |
| Año                | Lugar                 | Medalla            | Prueba             |
| ------------------ | --------------------- | ------------------ | ------------------ |
| 1981               | Split (Yugoslavia)    | Medalla de bronce  | Equipo             |
| 1987               | Estrasburgo (Francia) | Medalla de plata   | Dúo                |
| 1987               | Estrasburgo (Francia) | Medalla de bronce  | Equipo             |
| 1989               | Bonn (RFA)            | Medalla de bronce  | Dúo                |
| 1989               | Bonn (RFA)            | Medalla de bronce  | Equipo             |